# キルヒャルト
キルヒャルト (ドイツ語: Kirchardt) は、ドイツ連邦共和国バーデン＝ヴュルテンベルク州ハイルブロン郡に属す町村（以下、本項では便宜上「町」と記述する）。

## 地理

### 位置
キルヒャルトは、ハイルブロン郡北西部に位置し、シュトゥットガルト大都市圏周縁部に含まれる。

### 隣接する市町村
キルヒャルトに隣接する市町村は、北から時計回りに、バート・ラッペナウ、マッセンバッハハウゼン、ゲンミンゲン、エッピンゲン、イットリンゲン（以上、いずれもハイルブロン郡）およびジンスハイム（ライン＝ネッカー郡）である。キルヒャルトは、バート・ラッペナウおよびジーゲルスバッハと行政共同体を形成している。

### 自治体の構成
キルヒャルトには、キルヒャルト地区の他、ベルヴァンゲン地区、ボックシャフト地区からなる。
キルヒャルト全体の人口は、約5,500人（2007年現在）であるが、このうち3,700人がキルヒャルト地区に、1,400人がベルヴァンゲン地区に、400人がボックシャフト地区に住んでいる。

## 歴史

### ケルト人、ローマ人、アレマン人、古代入植者たち
キルヒャルトで最古の人の痕跡は、青銅器時代に遡る。現在のキルヒャルトの町域に、最初に人が定住し始めたのは紀元前6世紀のケルト人の時代である。ローマ人は、紀元90年から260年に、”civitas alisinensis”（エルゼンツガウ）に様々な構造物、 ネッカー＝オーデンヴァルト・リーメスへの兵站線である道路や建物を建設した。その中には、1832年に現在の町域内のハフテンヴァルトで発掘された Villa rustica（ローマ時代の、貴族の荘園などの大規模地方農場）が含まれる。また、シュネッケンベルクの農場跡もこの時代のものである。主要なローマ街道が現在のベルヴァンゲン地区を通っており、いわゆるジュピター柱が発掘されている。260年頃、ライン右岸地区からローマ人が撤退すると、アレマン人が進出し、ローマ時代の建築は荒廃していった。

### ロルシュ文書での最初の記録と地名の意味
キルヒャルトとその地区は、他のヴュルテンベルク北部やバーデン北部の街と同様、ロルシュ文書中に初めて、その名が記録されている。修道女エーギルラートが、villa Kyrih-Hart の農場とそれに付随する自由地を791年にロルシュ修道院に譲渡したという記録である。この村の名前は、元々農場の名前で、おそらく「森の教会」または「教会所有地の森」といった意味であろうと言われてきたが、「アカトビの住む森」という意味であるとの推測もなされている。ロルシュ文書には、現在のベルヴァンゲン地区についても793年の、ボックシャフト地区も829年の譲渡証明書にそれぞれ、最初の記録が遺されている。この地名につけられた villaという呼称は、キルヒャルトが、これらの入植地の最初に形成されたことを示している。当時のキルヒャルトの集落の中心地はかつてのベルヴァンゲンとの境界のすぐ北側にあり、キルヒャルトから南のベルヴァンゲン地区へ、さらにはビルケンバッハ川沿いにリーヒェン（エッピンゲンの市区）へと徐々に向かって入植地が広がっていったものと推測されている。
中世初期には、Hohe Straßeとよばれるハイルブロンとハイデルベルクを結ぶ道路が通っていた。このうちハイルブロンからジンスハイムまでは、おおむね現在の連邦道B39号線と同じ行程をたどっていたが、キルヒャルトは、この歴史的な街道から少し離れたクライヒガウの丘陵地周縁部に位置しており、農地や牧草地、オークの木の森が広がっていた。農業を専らとした住民たちは、何世紀もの間、畑を耕し、ブタを飼育していた。養豚業で重要な飼料がドングリであった。このため、1769年に採択されたキルヒャルトの紋章にはカシの実が描かれているのである。この町の名前は、13世紀から16世紀まではKirchart（他のスペルもある）、17世紀から18世紀には Kirhartと変わったが、19世紀の初めに Kirchardtで定着した。

### 14世紀以降、プファルツ選帝侯領時代
キルヒャルトの 土地台帳中に城についての記述がある。世襲封土としてのBurghof（城の農場）とBurggärten（城の庭園）の耕作地がそれである。ここでいう Burg（城）は、12世紀に存在し、この周辺の村を治めた領主の城であるシュタインスベルク城を指すと考えて、ほぼまちがいない。シュタインスベルク家が断絶した後、この地はエッティンゲン家に移り、さらに1308年頃からはライン宮中伯家に移った。これによりキルヒャルトは、14世紀にはプファルツ家の所領となり、1803年にプファルツ選帝侯が廃止されるまで、その所領にとどまった。最初は、アムト・シュタインスベルク管轄下、1521年からはオーバーアムト・モスバッハのヒルスバッハ・ワイン管理局の管轄下におかれた。（アムト、オーバーアムトは当時の地方行政区画）果実およびワインの十分の一税徴収権など教会関係の権利はドイツ騎士団に属したが、1556年にプファルツ選帝侯領で宗教改革がなされた後は、その影響力は減退した。
プファルツ選帝侯領時代のこの村は、ヒルスバッハ・ワイン管理局から派遣された村長によって運営され、一定の自治権を行使していた。この他に、村の裁判所には、12人、 三十年戦争後には8 - 9人の判事がいた。キルヒャルトで最初の役場は1570年頃に建設された。
この村の領域は、中世には、柵で囲まれており、自由民や半自由民の自分の土地、相続可能な土地として農民に耕作を委託している領主の土地に分類された。こうした相続封土は分割や縮小が許されていなかったが、交換による頻繁な管轄地の変更や、クンケルレーエン（男系だけでなく女系の後継者にも相続可能なレーエン）として授けられた封土によって、数多くの小地主が発生した。これに対して、農民自身の土地は分割相続により、土地の分割が進行し、所有関係は複雑なものになっていった。その上、元々はゆったりと造られていた柵内の入植地は人口増加により過密になって行き、農場だった辺りは、現在の本通り沿いから教会付近で東に膨らんだ窮屈な街道町になっていった。1496年に最初の記録が遺るこの教会は村を3つに分割した。教会の北からグロムバッハ門までのオーバードルフ（上の村）、教会の東側一帯のミッテルドルフ（中の村）、教会の南からベルヴァンゲン門までのウンタードルフ（下の村）である。元々、村には藁葺き屋根の木造建築が主であった。1531年にプファルツ選帝侯領に出された法令により、家屋、家畜小屋や倉庫は、これ以後、石の基礎の上に建てることが定められ、1700年の法令により藁葺き屋根は瓦屋根に葺き替えられた。
三十年戦争以後は、それによる荒廃に加え、ペストにも周辺全域が苦しめられ、キルヒャルトの人口は、約80人にまで減少した。その後、1686年に約280人、1746年に420人、1774年には509人と回復していった。
1701年には、教会と司祭館の壊滅的な状態がきっかけとなり、十分の一税を受け取っているドイツ騎士団には教会を復興する義務があるのではないかという議論がおこった。結局、騎士団は教会の塔の石組み部分と司祭館の再建について義務を負うこととなった。
18世紀後半に、プファルツ選帝侯カール・テオドールによってキルヒャルトを経由する幹線道路が建設された。この道路はシュタインスフルトからフュルフェルトへ至る新しい国道であった。Hohe Straßeと呼ばれる旧国道は、これよりも北側のグロムバッハ付近を通っていた。新国道のこの区間は、現在の連邦道B39号線になっている。1800年頃に門が廃止され、門による村域の制限が徐々に廃止され、キルヒャルトの交通は強化されていった。

### 19世紀、バーデンへの移行
プファルツ選帝侯の終焉後、1802年11月27日付の布告により、キルヒャルトは短期間ではあるが、新たに創設されたライニンゲン侯領に編入され、1806年からベルヴァンゲンおよびボックシャフトとともにバーデン大公国に移管された。ここでは、バーデン大公国およびライニンゲン侯領のベツィルクスアムト・ジンスハイム（後のアムツベツィルク・ジンスハイム）の管轄下に置かれた。1813年まではライニンゲンの代官所、その後はバーデン大公国の代官所、1831年からは村長が置かれた。村の裁判所の機能は、村議会に引き継がれた。1810年頃にはルネサンス様式の村役場は老朽化し、1813年に取り壊されて、同じ場所（本通りとハイルブロン通りの角）に新しい村役場が建設された。
1800年頃、キルヒャルトには約750人の住民がいたが、そのほとんどは農業に従事していた。これに対して、ベルヴァンゲンには、この時代、ほぼ同数の住民がいたが、こちらはすでに工業化されていた。1825年にはキルヒャルトの人口は1030人に達したが、中世の柵による境界線は維持されていた。このため、その狭隘さや社会問題（貧困、飢餓）が深刻な問題となった。こうして、100人以上の住民が1835年から1860年の間に、多くはアメリカへ、移民として流出した。
1868年、ハイデルベルクからハイルブロンへの鉄道（エルゼンツタール鉄道）が建設され、隣接するグロムバッハに駅が設けられた。1876年にはハイルブロンへの道路が、当時の交通事情に合わせて拡張された。1880年にハイルブロン通りに新しい学校が建設された。1885年に最初の経済発展があった。この地域で栽培したタバコを加工生産するタバコ会社のキルヒャルトへの進出である。キルヒャルトには、後にあわせて7つの工場を造られた。これにより1900年頃には、約200人の住民が賃金で生計を立てるようになっていた。1914年までには、これらのタバコ会社だけでなく、より大きな企業もいくつかこの農村に進出してきた。人口は1300人近くにまで増加した。1817年から1925年までの間に、キルヒャルトの企業数は96件から210件に増加した。
インフレーションと世界恐慌により、キルヒャルトとその周辺の村は、貧困と増加する失業者に悩まされるようになった。これ以後、キルヒャルトでは住民文化が興隆し始めた。1910年にエルゼンツ＝ツルンガウ民謡祭が開催され、1920年にはスポーツ競技場がオープンした。
1933年にキルヒャルトの人口は1,300人、ベルヴァンゲンは750人、ボックシャフトは130人となった。1936年には、ジンスハイムの郡庁所在地への昇格に伴い、キルヒャルト、ベルヴァンゲン、ボックシャフトが属すアムツベツィルク・ジンスハイムはジンスハイム郡となった。

### 第二次世界大戦後
1946年、人口の1/4にあたる500人以上の放逐ドイツ人を受け容れたことは、さらなる生活環境の悪化と職場不足をもたらした。戦後になっても農作業は、手作業と家畜の力に頼っていた。1948年の通貨改革以後は、こうした農作業も機械化されたが、これがさらなる人余りの原因となった。こうした状況の中、町は適切な住宅供給と地元の職場創出に取り組んだ。第一次産業用地が買収され、いくつかの工場が建てられた。キルヒャルトに戦後初めて進出して来た企業は、1948年に進出した玩具メーカーのクレメンスであった。
1963年に新興住宅地「シュネッケンベルク」が開発され、1965年にはハフテンヴァルトの麓にあった耕地「クルツァー・ゼー」が産業地域に造成された。さらに1966年には2つの新たな住宅地「ヒンター・デン・ドルフゲルテン」と「シュタイネッカー」が整備された。同じ頃に進められたアウトバーンA6号 ハイルブロン – マンハイム線の建設、耕地整理、1968年のバーデン＝ヴュルテンベルク州の行政改革は、経済的なインパクトをもたらした。多くの未舗装の道路がアスファルト舗装され、交通網が改善された。1813年に建造された町役場は、1967年に道路整備のため取り壊され、新興住宅地の「ヒンター・デン・ドルフゲルテン」に新しい役場が建設された。1968年からは新しい学校の建設も始まり、このため1880年に建てられた古い学校は取り壊された。1970年時点の人口は、約1950人であった。
市町村再編の時代、1971年7月1日にボックシャフトが、9月1日にベルヴァンゲンが、キルヒャルトの地区として合併した。
郡の再編では、1973年1月1日にジンスハイム郡が廃止され、キルヒャルトはハイルブロン郡に編入され、新たに創設されたフランケン地域連合に組み込まれた。これにより、キルヒャルトはバーデン（北部）の町でありながら、ヴュルテンベルクの管轄下に置かれた数少ない町の一つとなった。1975年1月1日にバート・ラッペナウおよびジーゲルスバッハと、それぞれの自治体は独立を保ったまま行政協力を行う行政共同体を創設した。
1970年代には、公共機関や増加した人口が郊外の新興住宅地に移転したことで町の中心部は空洞化していた。町は、1978年から、この中心部を取り壊し、再開発を強行しようとしたが、この町は工業地域に分類されていたため、1978年から80年のバーデン＝ヴュルテンベルク州の「村落開発計画」のプログラムには組み込まれなかった。その後、1984年になって初めて、州の都市建設助成プログラムに組み込まれた。1986年1月のバーデン＝ヴュルテンベルク州地方自治体開発団体の事業報告は、キルヒャルトの再開発の対象となる中心部約10haの建物96%が立て替えの対象になると記している。これに伴い、この地域の解体再生計画を募集し、これが現在の町の中心部の景観に活かされている。
キルヒャルト全体では、現在、手工業、生産業、商工業、サービス業を併せて1,500人の雇用がある。

### 宗教
プファルツ選帝侯領であったキルヒャルトやベルヴァンゲンでは、中世後期、16世紀にはすでに宗教改革が行われた。カトリック教会が再び定着するのは、かなり後になってのことであった。1701年のカトリック信者は4人だけであったが、1809年には46人に増えている。1811年、キルヒャルトのハイルブロン通り沿いに、カトリック教会が建設された。この教会は1960年頃に取り壊され、ヴァルト通り沿いに宗教改革以前の村の教会の守護聖人に献堂された新しい教会、聖エギディウス教会が建設された。
キルヒャルトとベルヴァンゲンには、それぞれ個別のプロテスタント教会組織がある。この他に、キルヒャルトには、既述のカトリック教会、福音派自由教会（バプティスト教会）がある。こうしたプロテスタント系、カトリック系の教会の他、1960年代にシリア正教会の信者が多く移住してきて、第三の教会勢力となり、この町に教会堂を建設した。バーデン＝ヴュルテンベルク州のシリア正教会は、キルヒャルトに本部を置いている。
ユダヤ教のシナゴーグやユダヤ人墓地は現在のベルヴァンゲン地区に存在するのみである。キルヒャルトには17世紀中頃以降、ユダヤ人はごく希に住んだことがあるに過ぎない。1825年には9人のユダヤ人がいたが、1875年には1人だけになっていた。

## 行政

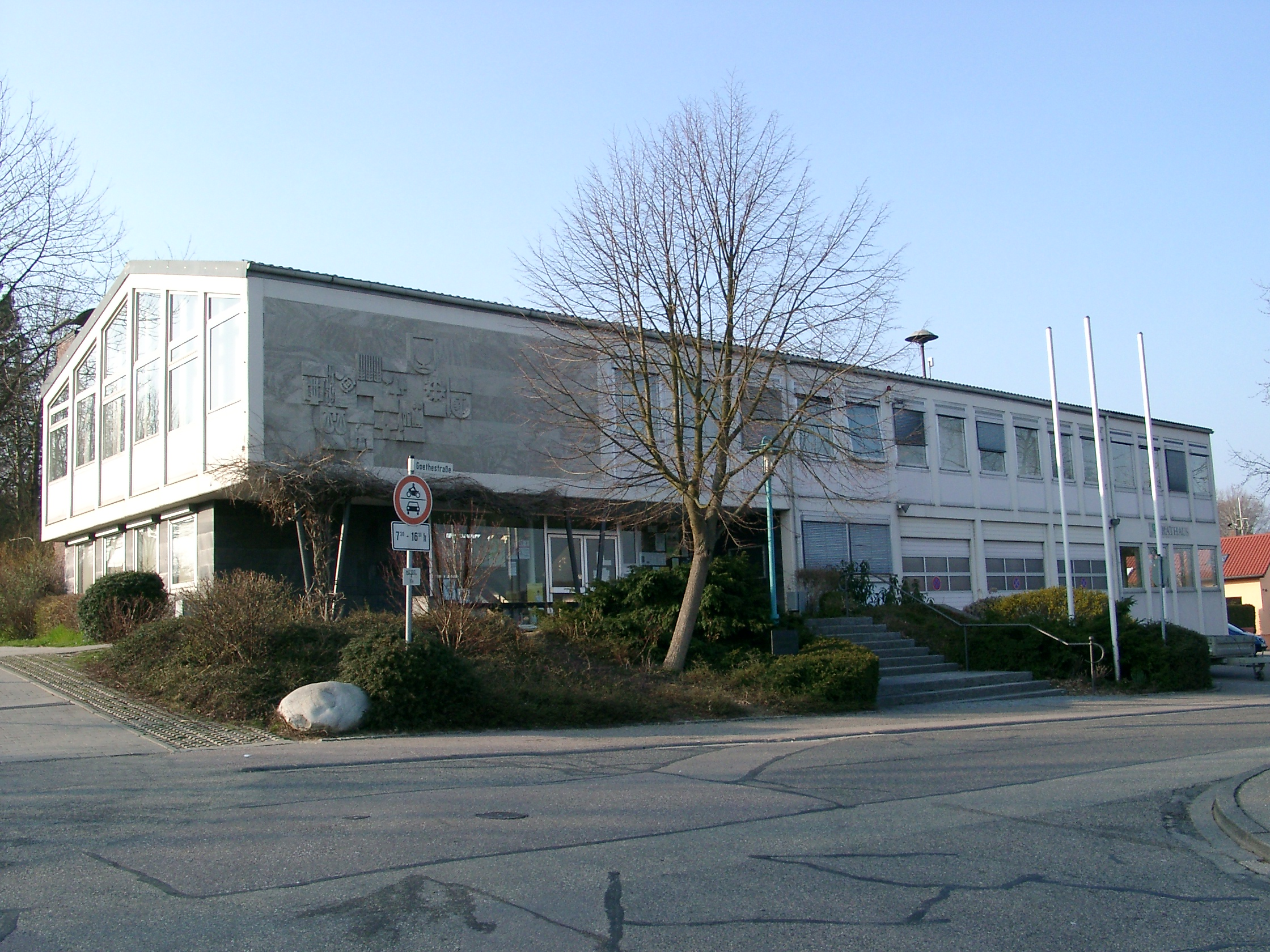
キルヒャルトの町役場

### 議会
キルヒャルトの議会は、17人の議員からなる。議会では、これに首長が加わり議長を務める。
ボックシャフト地区には、議員数4からなる地区議会が存在する。

### 紋章と旗
図柄: 銀地に水平に置かれた緑の枝。そこから上向きに緑のドングリ。町の旗は、緑 – 白である。
キルヒャルトの紋章に描かれたドングリは、おそらく、町の名の後半、放牧地の森を意味する -hardtに由来する。放牧地としての森では、そこに落ちているドングリが家畜の餌として有用であった。この紋章は、1769年の印章に初めて現れ、1901年に色が定められた。旗は、1980年1月31日にハイルブロン郡当局の認可を得た。

## 文化と見所

### 建築と見所
- プロテスタント教会
- カトリックの聖エギディウス教会
- シリア正教会
- キルヒャルトの中心部にはルネサンス時代の農場跡のいくつかの建築が遺されている。その中には、ブルクゲルテン通りの1578年の住宅が含まれる。町の中を貫く連邦道B39号線沿いには卓越した建築が存在する。多くの歴史的農場建築や旅館があり、中には18世紀に遡る建物もある。ハイルブロン通り沿いの、1839年建造のカトリックの旧学校は特徴的な十字型の窓がある建物である。グロムバッハ通り1番の建物は特徴的な木組みの切妻を有している。
- 1870年から71年の出征兵士の名誉を讃える戦争記念碑

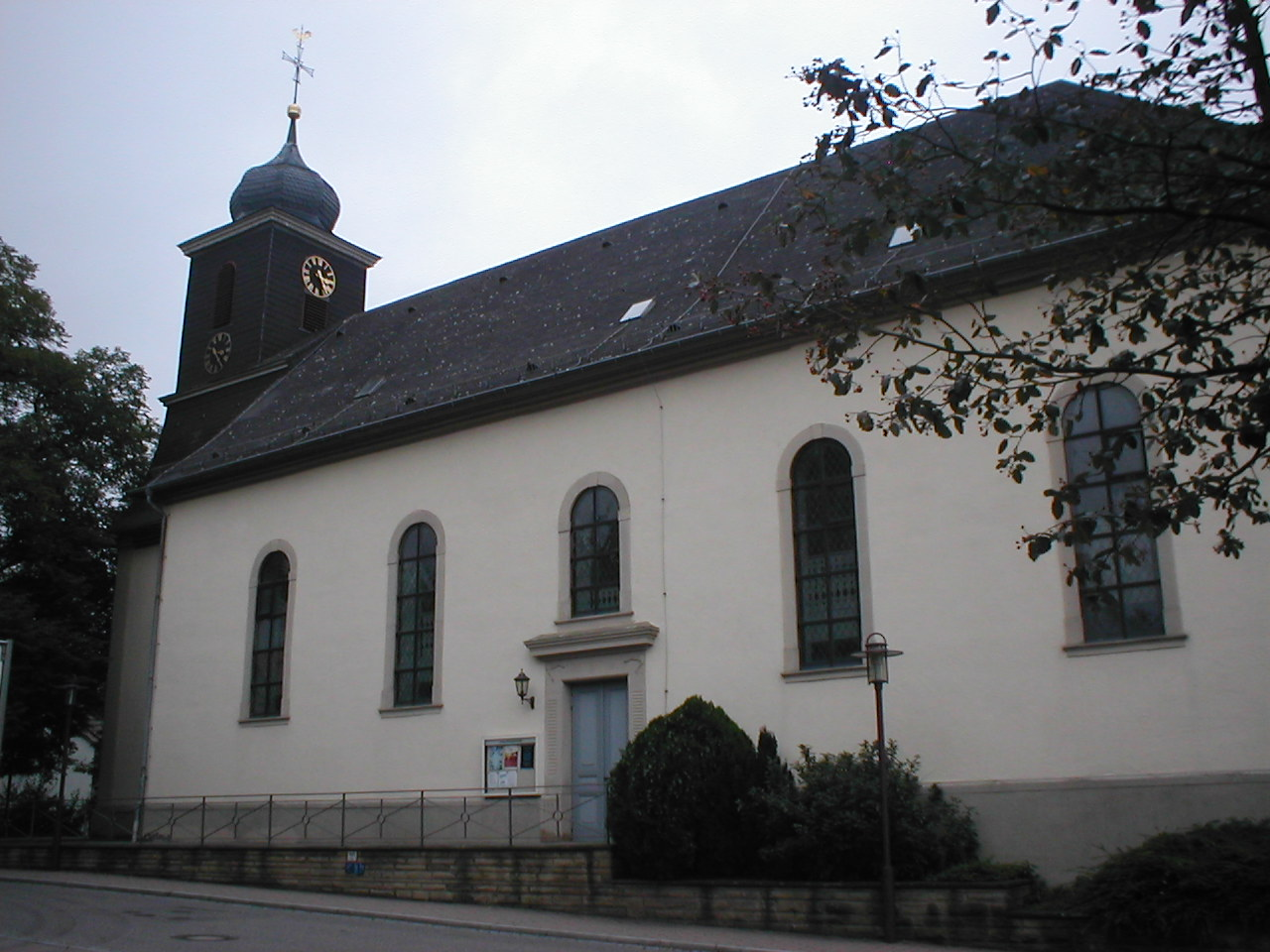
プロテスタント教会
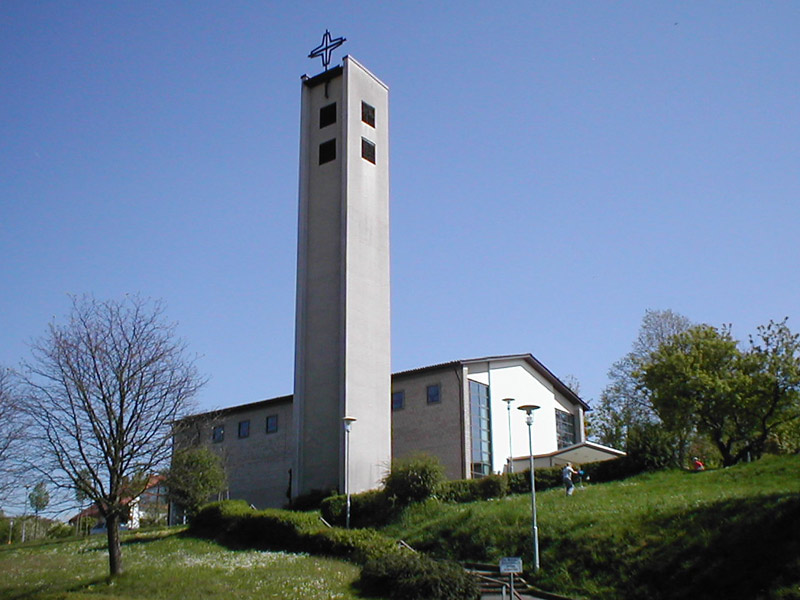
カトリック教会
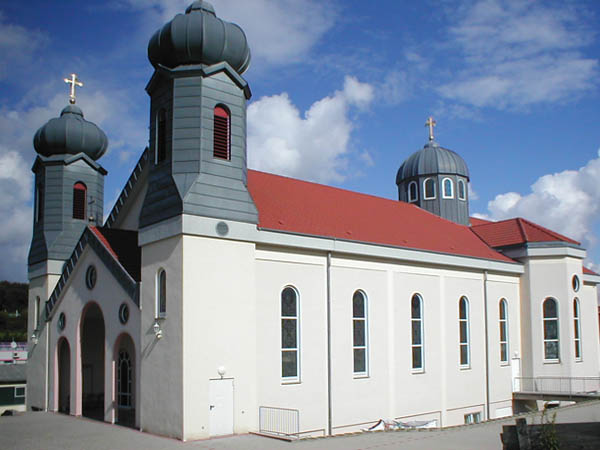
シリア正教会
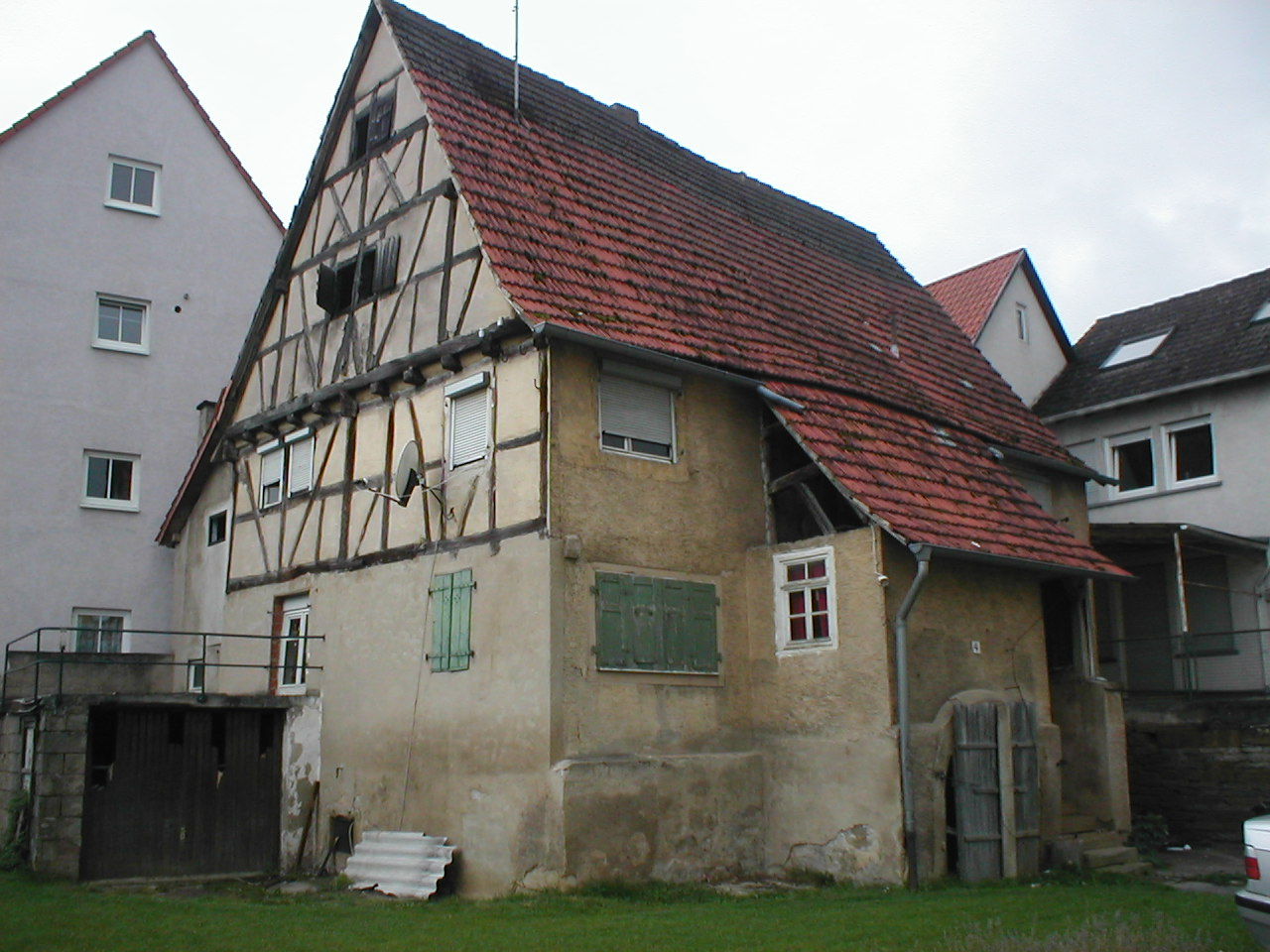
1578年建造の住宅
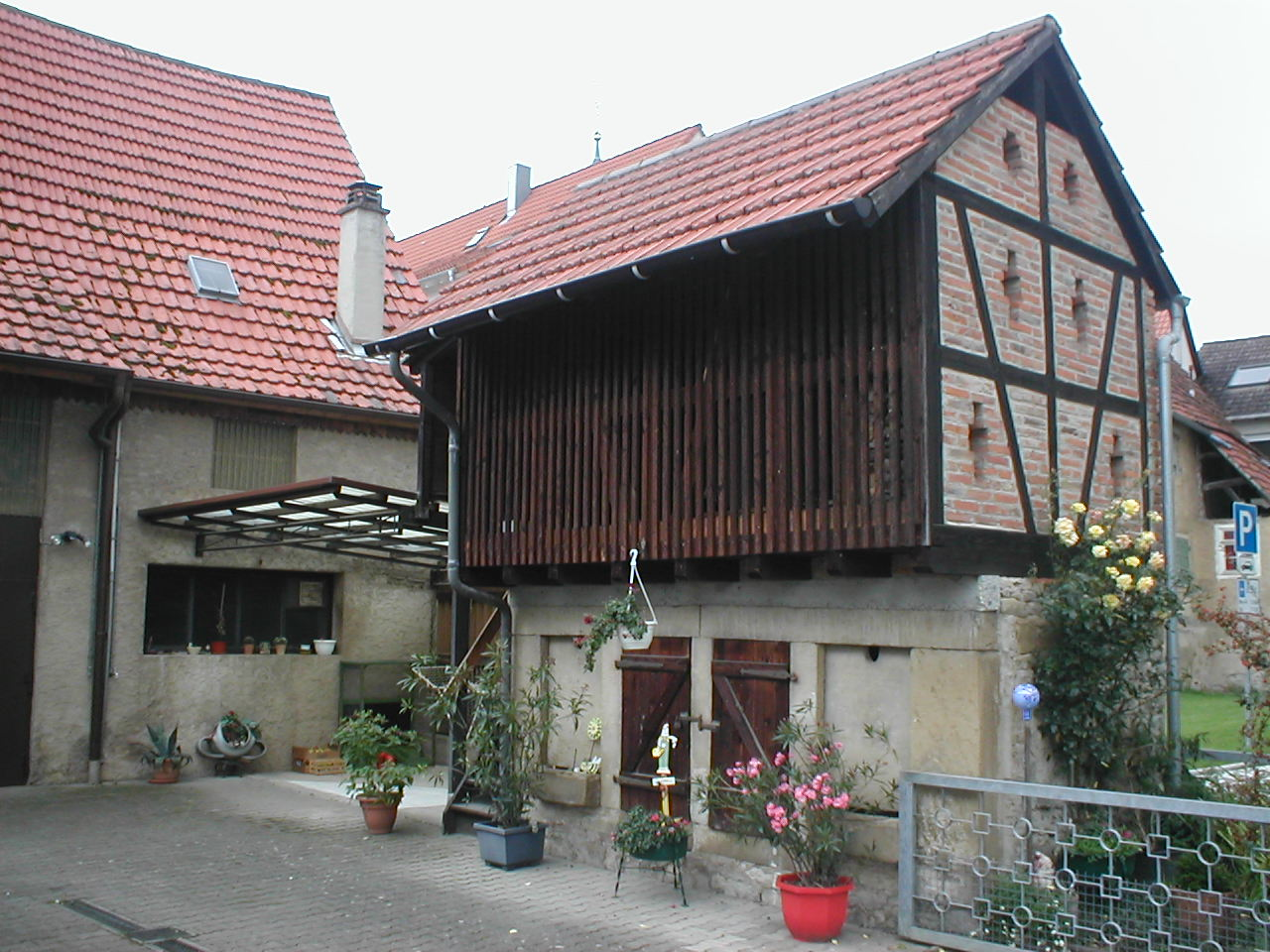
„Burggärten“（ブルクゲルテン）の納屋
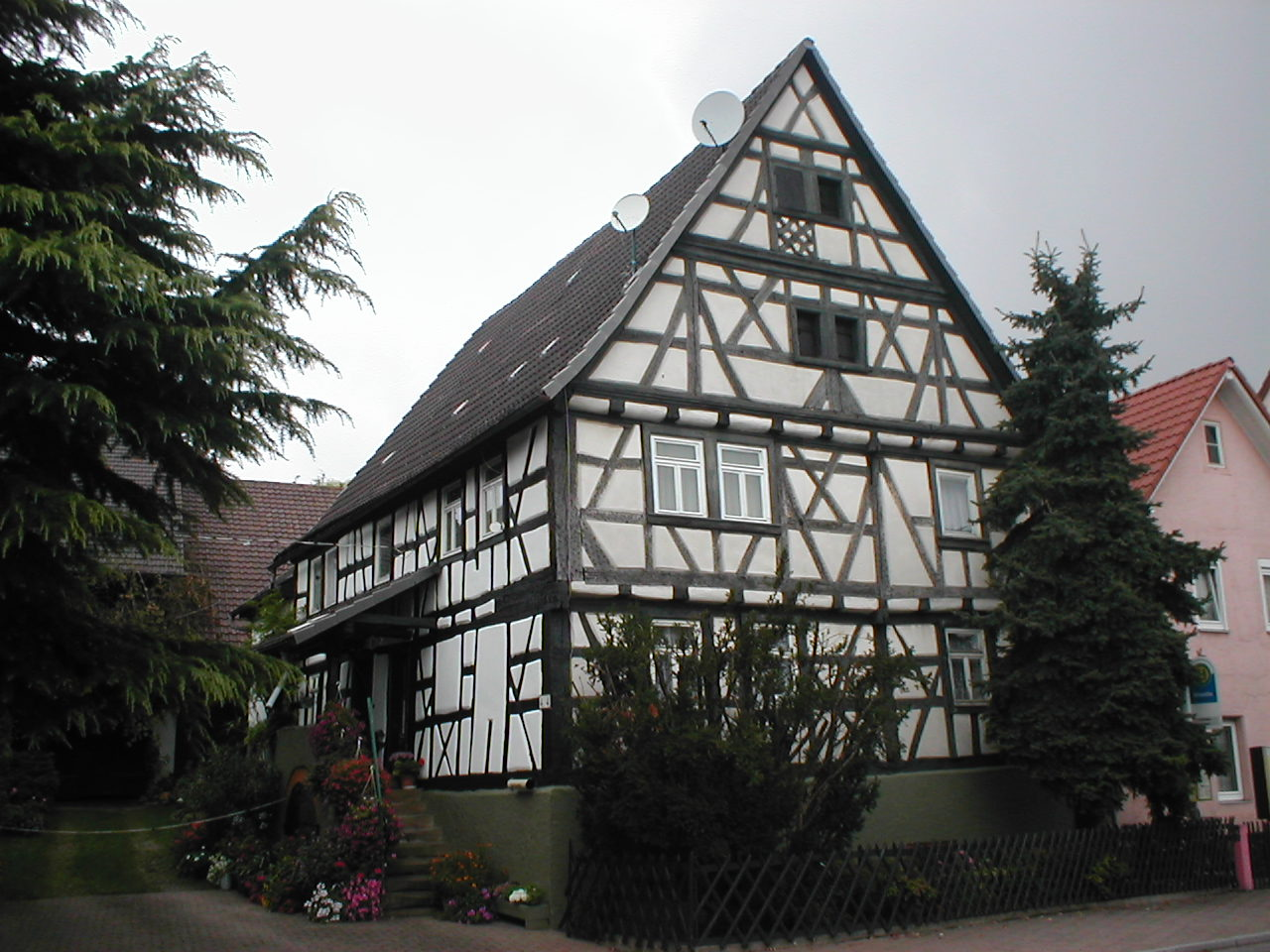
歴史的木組み建築
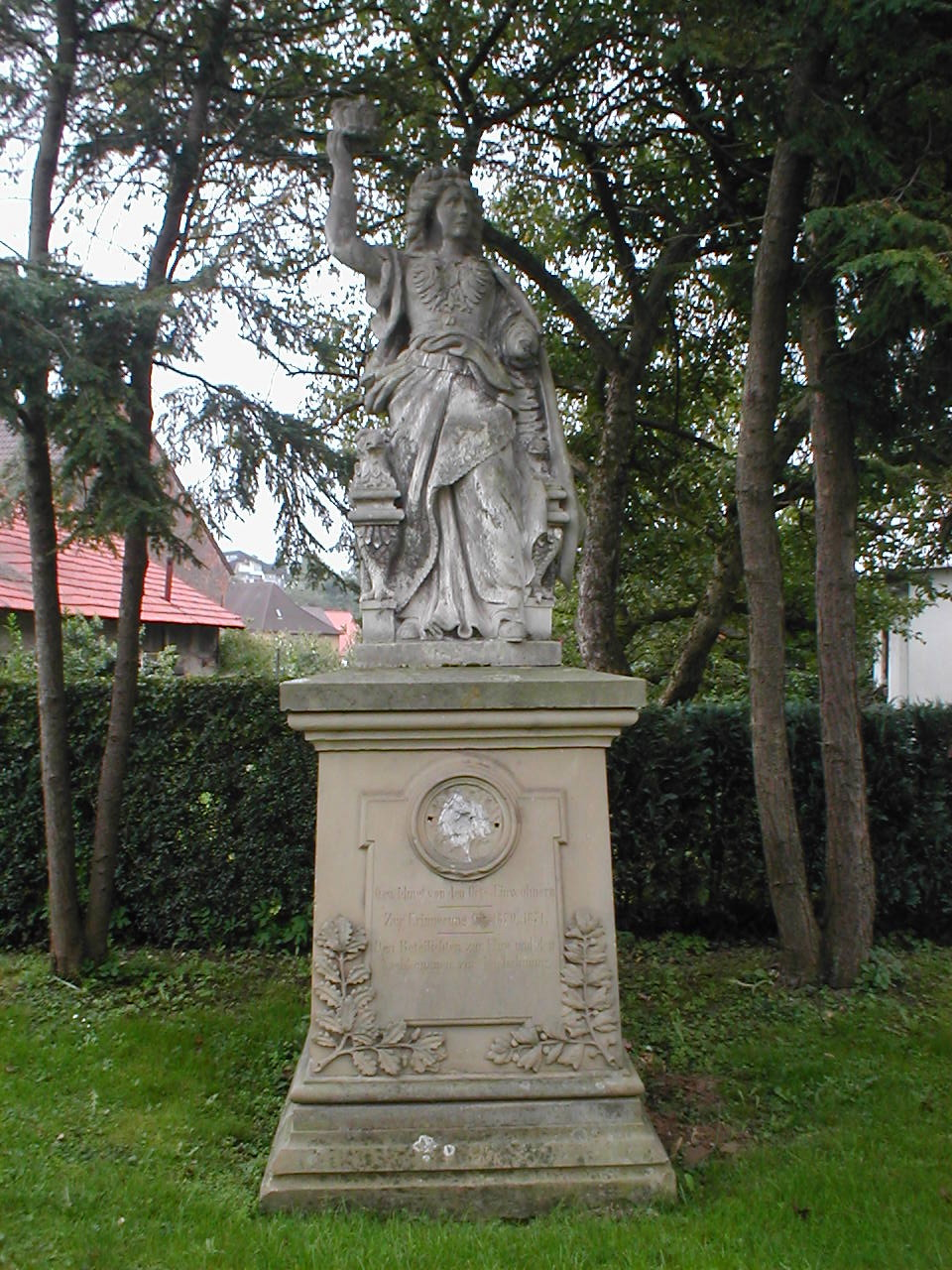
戦争記念碑

### スポーツと余暇
キルヒャルトには1925年から屋外プールがある。また、1974年には屋内プールも造られた。町の北東部「ケッテント」と呼ばれる耕地に、1976年から77年に新しい競技場が、アメリカ軍兵士の協力で建設された。

### 年中行事
2年ごとに、ボックシャフト地区でキルヒャルト・ドルフフェスタ（村祭り）が開催されている。

## 経済と社会資本

### 交通
キルヒャルトは、アウトバーン A6号線（インターチェンジは、ジンスハイム＝シュタインスフルトおよびバート・ラッペナウを利用する）、および連邦道B39号線のハイルブロン - ジンスハイム間に位置している。最寄りの駅は、バート・ラッペナウ、ジンスハイム、およびエッピンゲンにあり、グロムバッハとゲンミンゲンにも停車所がある。ハイルブロンおよびカールスルーエの市電であるクライヒガウ鉄道もゲンミンゲンを通っている。

### メディア
キルヒャルトおよびその周辺地域のできごとは、日刊紙の Kraichgau Stimme（Heilbronner Stimmeの地方版）および Rhein-Neckar-Zeitungに掲載される。

### 経済
キルヒャルトおよびそれに含まれる地区には、あらゆる職種の多くの中小企業が存在している。ボックシャフト地区には、小売店がない。